# La Case de l'oncle Tom (film, 1965)
Pour les articles homonymes, voir La Case de l'oncle Tom (homonymie).
Pour plus de détails, voir Fiche technique et Distribution.
La Case de l'oncle Tom (Onkel Toms Hütte) est un film franco-italo-germano-yougoslave réalisé par Géza von Radványi et sorti en 1965.

## Synopsis
Adaptation européenne du roman-fleuve d’Harriet Beecher Stowe contant la dramatique histoire d’une famille noire déchirée par l’esclavage dans le Sud des États-Unis avant la Guerre de Sécession.

## Fiche technique
- Titre original : Onkel Toms Hütte
- Titre français : La Case de l'oncle Tom
- Titre italien : La capanna dello zio Tom
- Titre yougoslave : Cica Tomina koliba
- Titre anglais : Uncle Tom's Cabin
- Réalisation : Géza von Radványi
- Assistant à la réalisation : Gusti Brunjes-Goldschwendt
- Scénario : Géza von Radványi et Fred Denger d’après le roman d’Harriet Beecher Stowe, La Case de l'oncle Tom (1852)
- Direction artistique : Dragoljub Ivkov
- Décors : Willi Schatz, Lazar Stefanovic
- Costumes : Herbert Ploberger
- Maquillages : Susi Krause, Raimund Stangl
- Photographie : Heinz Hölscher
- Cadrage : Sekula Banovic, Gerhard Fromm, Dieter Grob
- Son : Michèle Neny
- Montage : Victor Palfi, Hans Schubert, Will Williams
- Musique : Peter Thomas
- Scripte : Gusti Brunjes-Goldschwendt
- Production : Aldo von Pinelli (alias Aldo Pinelli)
- Producteur exécutif :	Georg M. Reuther
- Directeur de production : Hans Thilo Theilen
- Sociétés de production[1],[2] : Avala Film (Yougoslavie), Debora Film (Italie), CCC Filmkunst (Central Cinema Company Films, Allemagne), Melodie-Film GmbH (Allemagne), Sipro (Société internationale de production de films, France),
- Sociétés de distribution[1],[2],[3] : Nora Films (Allemagne), Francinor (France), Midi Cinéma Location (France), Rex Film (France), UGC (France), Les Films Grandvilliers (France), TV Cinéma (France)
- Pays d’origine :  France |  Italie |  Allemagne de l'Ouest |  Yougoslavie[4],[5],[6]
- Langues originales : allemand, anglais
- Format : couleur (Eastmancolor) :
  - Version 35 mm — 2.35:1 CinemaScope — 4 pistes stéréo
  - Version 70 mm — 2:20.1 Superpanorama — 6 pistes stéréo
- Genre : drame
- Durée : 125 minutes
- Dates de sortie : 
  - Allemagne de l'Ouest : 14 avril 1965
  - France : 8 septembre 1965
  - Italie : 23 décembre 1965
- (fr) Classification et visa CNC : tous publics, visa d'exploitation no 30616 délivré le 7 septembre 1965

## Distribution
- O.W. Fischer (VF : René Arrieu) : Monsieur Saint-Clare
- Mylène Demongeot (VF : elle-même) : Harriet Beecher Stowe
- Herbert Lom (VF : Georges Aminel) : Simon Legree
- Eleonora Rossi Drago (VF : Claire Guibert) : Madame Saint-Clare
- Juliette Gréco : Dinah, la tenancière du saloon[Note 1] (Lucienne, dans la VF ?[réf. nécessaire])
- Michaela May : Evangeline Saint-Clare
- John Kitzmiller : l'oncle Tom
- Olive Moorefield (VF : Nathalie Nerval) : Cassy
- Harold Bradley (VF : Bachir Touré) : George Harris
- Charles Fawcett (VF : Jean Martinelli) : Monsieur Shelby
- Vilma Degischer (VF : Jacqueline Ferriere) : Madame Shelby
- Bibi Jelinek (VF : Arlette Thomas) : Virginia
- Catana Cayetano : Eliza
- George Goodman : Sambo
- Erika von Thellmann (VF : Germaine Kerjean) : la tante Ophelia
- Rhet Kirby : Topsy
- Dorothee Ellison : la mère de l’oncle Tom
- Felix White : Dolph
- Harry Tamekloe : Andy
- Aziz Saad : Napoléon
- Thomas Fritsch (VF : Claude Mercutio) : George Shelby
- Enzo Fiermonte (VF : André Valmy) : Morrison
- Niksa Stefanini (VF : Jean Clarieux) : un esclavagiste
- Milan Bosiljcic (VF : René Beriard) : Newman
- Jovan Janicijevic-Burdus : un homme de Legree
- Jeffrey Hunter, voix off (version anglaise) : narrateur
- Gabriel Cattand, voix off (VF) : narrateur

## Production

### Casting
- Dernier rôle à l'écran de John Kitzmiller (l'oncle Tom) qui succomba à une cirrhose quelques mois après le tournage de ce film.
- Créditée en seconde position en tête d'affiche, Mylène Demongeot totalise pourtant moins de 30 minutes de présence à l'écran.
- Alors qu'on reconnaît parfaitement sa voix dans l'unique scène où elle chante, Juliette Gréco a bizarrement été postsynchronisée par une autre comédienne dans la version française pour les courtes séquences dialoguées où elle figure.

### Tournage
- Intérieurs : en Yougoslavie, probablement à Belgrade, à confirmer, car, dans ses mémoires[7], Mylène Demongeot est peu éloquente, et imprécise sur le lieu de tournage : « Me voici partie en Yougoslavie, à Belgrade[Note 2] ou à Ljubljana, je ne me rappelle plus, tourner sous la direction de Géza von Radványi La Case de l'oncle Tom. Je m'ennuie comme un rat mort là-bas. Heureusement que sur le plateau d'à côté il y a Omar Sharif, qui devient mon flirt attitré... »
- Extérieurs aux États-Unis : Louisiane (à confirmer).

### Musique
Après l'édition de l'album studio originel allemand de 1965, la VO a été successivement éditée dans plusieurs pays, dont une version vinyle américaine parue en 1968 et titrée Uncle Tom's Cabin mettant en avant les noms des chanteurs Juliette Gréco, Eartha Kitt et George Goodman. Une version CD augmentée (incluant les chansons interprétées par Eartha Kitt et George Goodman) a notamment été éditée sous le double titre allemand/anglais Uncle Tom's Cabin-Onkel Toms Hütte.
- Chansons ajoutées à l'édition CD :
  - Eartha Kitt chante Mississippi Blues (générique) ;
  - George Goodman chante Mississippi Blues et Johnny und ich.
- Chanson et musique additionnelles :
  - Ol' Man River, paroles d'Oscar Hammerstein II et musique de Jerome Kern ;
  - La Danse du sabre d'Aram Khatchatourian.

### Exploitation
Une version au montage remanié par Al Adamson et d'une durée réduite à 90 minutes sortit aux États-Unis en 1976 pour profiter de la blacksploitation encore très en vogue et concurrencer à moindres frais Mandingo et sa suite L'Enfer des Mandingos, deux riches productions à succès et aux thèmes similaires, respectivement réalisées par Richard Fleischer en 1975 et Steve Carver en 1976.

## Distinctions
Toutes ces informations proviennent des bases de données cinématographiques IMDb et Filmportal.de.

### Récompense
Deutscher Filmpreis 1965 : prix de la meilleure photographie à Heinz Hölscher.

### Nomination
Festival international du film de Moscou
 1965 : Géza von Radványi nommé pour le Grand Prix.